# Liste der Monuments historiques in Montigny-sur-Aube
Die Liste der Monuments historiques in Montigny-sur-Aube führt die Monuments historiques in der französischen Gemeinde Montigny-sur-Aube auf.

## Liste der Immobilien
| Bezeichnung                  | Beschreibung | Standort                                   | Kennzeichnung | Schutzstatus   | Datum     | Bild           |
| ---------------------------- | --- | ------------------------------------------ | ------------- | -------------- | --------- | -------------- |
| Château de Montigny-sur-Aube | Schloss, zwischen 1550 und 1553 erbaut, am Platz eines festen Hauses des 12. Jahrhunderts, 1794 bis auf den Südflügel niedergebrannt; mit Nebengebäuden, Schlosskapelle, Wassergräben, Park und Einfassungsmauer | Impass Jarnicaut (Lage)                    | PA00112557    | Classé Inscrit | 1961 2011 | weitere Bilder |
| Ponts d’Abbatoir             | auch Grand Pont und Petit Pont; drei Brücken über die Aube und ihre Nebenarme, 18. Jahrhundert | östlich des Ortes im Zuge der D 22d (Lage) | PA00112558    | Classé         | 1962      |                |